# Christian Luyindama
Christian Luyindama Nekadio (Kinshasa, 8 gennaio 1994) è un calciatore congolese (Repubblica Democratica del Congo), difensore svincolato. GRAZIÀ

## Caratteristiche tecniche
È un difensore centrale che può giocare anche da mediano.

## Carriera

### Club
Cresciuto nelle giovanili del TP Mazembe, nel 2017 è stato acquistato dallo Standard Liegi.

### Nazionale
Ha esordito con la Nazionale di calcio della Repubblica Democratica del Congo il 5 giugno 2017 in un'amichevole vinta 2-0 contro il Botswana.

## Statistiche

### Presenze e reti nei club
Statistiche aggiornate al 27 giugno 2022.
| Stagione              | Squadra               | Campionato            | Campionato | Campionato | Coppe nazionali | Coppe nazionali | Coppe nazionali | Coppe continentali | Coppe continentali | Coppe continentali | Altre coppe | Altre coppe | Altre coppe | Totale | Totale |
| Stagione              | Squadra               | Comp                  | Pres       | Reti       | Comp            | Pres            | Reti            | Comp               | Pres               | Reti               | Comp        | Pres        | Reti        | Pres   | Reti   |
| --------------------- | --------------------- | --------------------- | ---------- | ---------- | --------------- | --------------- | --------------- | ------------------ | ------------------ | ------------------ | ----------- | ----------- | ----------- | ------ | ------ |
| gen.-giu. 2017        | Standard Liegi        | D1                    | 0+6        | 1          | CB              | -               | -               | UEL                | -                  | -                  | SB          | -           | -           | 6      | 1      |
| 2017-2018             | Standard Liegi        | D1                    | 24+8       | 4          | CB              | 6               | 0               | -                  | -                  | -                  | -           | -           | -           | 38     | 4      |
| 2018-gen. 2019        | Standard Liegi        | D1                    | 20         | 3          | CB              | 1               | 0               | UCL+UEL            | 2+6                | 0                  | SB          | 1           | 0           | 2      | -4     |
| Totale Standard Liegi | Totale Standard Liegi | Totale Standard Liegi | 44+14      | 7+1        |                 | 7               | 0               |                    | 8                  | 0                  |             | 1           | 0           | 74     | 8      |
| gen.-giu. 2019        | Galatasaray           | SL                    | 11         | 0          | TK              | 4               | 1               | UEL                | 2                  | 1                  | ST          | -           | -           | 17     | 2      |
| 2019-2020             | Galatasaray           | SL                    | 10         | 0          | TK              | 0               | 0               | UCL                | 4                  | 0                  | ST          | 1           | 0           | 15     | 0      |
| 2020-2021             | Galatasaray           | SL                    | 24         | 0          | TK              | 2               | 1               | UEL                | 2                  | 1                  | -           | -           | -           | 28     | 2      |
| 2021-gen. 2022        | Galatasaray           | SL                    | 8          | 1          | TK              | 0               | 0               | UCL+UEL            | 2+9                | 0                  | -           | -           | -           | 19     | 1      |
| Totale Galatasaray    | Totale Galatasaray    | Totale Galatasaray    | 53         | 1          |                 | 6               | 2               |                    | 19                 | 2                  |             | 1           | 0           | 79     | 5      |
| gen.-giu. 2022        | Al-Taawoun            | SPL                   | 12         | 0          | KCC             | 1               | 0               | ACL                | 4                  | 0                  | -           | -           | -           | 17     | 0      |
| Totale carriera       | Totale carriera       | Totale carriera       | 123        | 9          |                 | 14              | 2               |                    | 31                 | 2                  |             | 2           | 0           | 170    | 13     |

### Cronologia presenze e reti in nazionale
| Cronologia completa delle presenze e delle reti in nazionale ― RD del Congo | Cronologia completa delle presenze e delle reti in nazionale ― RD del Congo | Cronologia completa delle presenze e delle reti in nazionale ― RD del Congo | Cronologia completa delle presenze e delle reti in nazionale ― RD del Congo | Cronologia completa delle presenze e delle reti in nazionale ― RD del Congo | Cronologia completa delle presenze e delle reti in nazionale ― RD del Congo | Cronologia completa delle presenze e delle reti in nazionale ― RD del Congo | Cronologia completa delle presenze e delle reti in nazionale ― RD del Congo |
| Data                                                                        | Città                                                                       | In casa                                                                     | Risultato                                                                   | Ospiti                                                                      | Competizione                                                                | Reti                                                                        | Note                                                                        |
| --------------------------------------------------------------------------- | --------------------------------------------------------------------------- | --------------------------------------------------------------------------- | --------------------------------------------------------------------------- | --------------------------------------------------------------------------- | --------------------------------------------------------------------------- | --------------------------------------------------------------------------- | --------------------------------------------------------------------------- |
| 5-6-2017                                                                    | Rabat                                                                       | RD del Congo                                                                | 2 – 0                                                                       | Botswana                                                                    | Amichevole                                                                  | -                                                                           |                                                                             |
| 10-6-2017                                                                   | Kinshasa                                                                    | RD del Congo                                                                | 3 – 1                                                                       | Rep. del Congo                                                              | Qual. Coppa d'Africa 2019                                                   | -                                                                           | 79’                                                                         |
| 28-5-2018                                                                   | Port Harcourt                                                               | Nigeria                                                                     | 1 – 1                                                                       | RD del Congo                                                                | Amichevole                                                                  | -                                                                           | 13’                                                                         |
| 9-9-2018                                                                    | Monrovia                                                                    | Liberia                                                                     | 1 – 1                                                                       | RD del Congo                                                                | Qual. Coppa d'Africa 2019                                                   | -                                                                           |                                                                             |
| 13-10-2018                                                                  | Kinshasa                                                                    | RD del Congo                                                                | 1 – 2                                                                       | Zimbabwe                                                                    | Qual. Coppa d'Africa 2019                                                   | -                                                                           |                                                                             |
| 16-10-2018                                                                  | Harare                                                                      | Zimbabwe                                                                    | 1 – 1                                                                       | RD del Congo                                                                | Qual. Coppa d'Africa 2019                                                   | -                                                                           |                                                                             |
| 18-11-2018                                                                  | Brazzaville                                                                 | Rep. del Congo                                                              | 1 – 1                                                                       | RD del Congo                                                                | Qual. Coppa d'Africa 2019                                                   | -                                                                           |                                                                             |
| 24-3-2019                                                                   | Kinshasa                                                                    | RD del Congo                                                                | 1 – 0                                                                       | Liberia                                                                     | Qual. Coppa d'Africa 2019                                                   | -                                                                           |                                                                             |
| 15-6-2019                                                                   | Madrid                                                                      | RD del Congo                                                                | 1 – 1                                                                       | Kenya                                                                       | Amichevole                                                                  | -                                                                           |                                                                             |
| 22-6-2019                                                                   | Il Cairo                                                                    | RD del Congo                                                                | 0 – 2                                                                       | Uganda                                                                      | Coppa d'Africa 2019 - 1º turno                                              | -                                                                           |                                                                             |
| 26-6-2019                                                                   | Il Cairo                                                                    | Egitto                                                                      | 2 – 0                                                                       | RD del Congo                                                                | Coppa d'Africa 2019 - 1º turno                                              | -                                                                           |                                                                             |
| 30-6-2019                                                                   | Il Cairo                                                                    | Zimbabwe                                                                    | 0 – 4                                                                       | RD del Congo                                                                | Coppa d'Africa 2019 - 1º turno                                              | -                                                                           | 83’                                                                         |
| 18-11-2019                                                                  | Bakau                                                                       | Gambia                                                                      | 2 – 2                                                                       | RD del Congo                                                                | Qual. Coppa d'Africa 2021                                                   | -                                                                           | 64’                                                                         |
| 9-10-2020                                                                   | El Jadida                                                                   | Burkina Faso                                                                | 3 – 0                                                                       | RD del Congo                                                                | Amichevole                                                                  | -                                                                           |                                                                             |
| 13-10-2020                                                                  | Rabat                                                                       | Marocco                                                                     | 1 – 1                                                                       | RD del Congo                                                                | Amichevole                                                                  | -                                                                           | 89’                                                                         |
| 2-9-2021                                                                    | Lubumbashi                                                                  | RD del Congo                                                                | 1 – 1                                                                       | Tanzania                                                                    | Qual. Mondiali 2022                                                         | -                                                                           |                                                                             |
| 6-9-2021                                                                    | Cotonou                                                                     | Benin                                                                       | 1 – 1                                                                       | RD del Congo                                                                | Qual. Mondiali 2022                                                         | -                                                                           |                                                                             |
| 7-10-2021                                                                   | Rabat                                                                       | RD del Congo                                                                | 2 – 0                                                                       | Madagascar                                                                  | Qual. Mondiali 2022                                                         | -                                                                           |                                                                             |
| 10-10-2021                                                                  | Antananarivo                                                                | Madagascar                                                                  | 1 – 0                                                                       | RD del Congo                                                                | Qual. Mondiali 2022                                                         | -                                                                           |                                                                             |
| 11-11-2021                                                                  | Dar es Salaam                                                               | Tanzania                                                                    | 0 – 3                                                                       | RD del Congo                                                                | Qual. Mondiali 2022                                                         | -                                                                           |                                                                             |
| 14-11-2021                                                                  | Kinshasa                                                                    | RD del Congo                                                                | 2 – 0                                                                       | Benin                                                                       | Qual. Mondiali 2022                                                         | -                                                                           |                                                                             |
| 25-3-2022                                                                   | Kinshasa                                                                    | RD del Congo                                                                | 1 – 1                                                                       | Marocco                                                                     | Qual. Mondiali 2022                                                         | -                                                                           |                                                                             |
| 29-3-2022                                                                   | Casablanca                                                                  | Marocco                                                                     | 4 – 1                                                                       | RD del Congo                                                                | Qual. Mondiali 2022                                                         | -                                                                           | 80’                                                                         |
| Totale                                                                      |                                                                             | Presenze                                                                    | 23                                                                          |                                                                             | Reti                                                                        | 0                                                                           |                                                                             |

## Palmarès

### Club

#### Competizioni nazionali
- Campionato della Repubblica Democratica del Congo: 1

TP Mazembe: 2015-2016
- Coppa del Belgio: 1

Standard Liegi: 2017-2018
- Campionato turco: 1

Galatasaray: 2018-2019
- Coppa di Turchia: 1

Galatasaray: 2018-2019
- Supercoppa di Turchia: 1

Galatasaray: 2019

#### Competizioni internazionali
- Coppa della Confederazione CAF: 1

TP Mazembe: 2016
- Supercoppa CAF: 1

TP Mazembe: 2016